# Меньшиковка
Меньшиковка (каз. Меньшиковка) — село в Сандыктауском районе Акмолинской области Казахстана. Входит в состав Новоникольского сельского округа. Код КАТО — 116453300.

## География
Село расположено в северной части района, в 18 км на север от центра района села Балкашино, в 12 км на юго-запад от центра сельского округа села Новоникольское.

### Улицы[2]
- ул. Абая Кунанбаева,
- ул. Интернациональная,
- ул. Магжана Тасенова.

### Ближайшие населённые пункты
- село Смольное в 1 км на северо-востоке,
- село Михайловка в 5 км на юго-западе,

## Население
В 1989 году население села составляло 429 человек (из них русских 49%, казахов 38%).
В 1999 году население села составляло 374 человека (196 мужчин и 178 женщин). По данным переписи 2009 года, в селе проживало 178 человек (86 мужчин и 92 женщины).
| Численность населения | Численность населения | Численность населения |
| 1989                  | 1999                  | 2009                  |
| --------------------- | --------------------- | --------------------- |
| 429                   | ↘374                  | ↘178                  |